# Château de Cabrerolles
Le château de Cabrerolles est une forteresse du XIIe siècle, démantelée en partie lors des guerres de religion.
Cet édifice, objet de campagnes de restauration depuis 1990, présente une chapelle castrale fortifiée. L'ensemble domine le village de Cabrerolles, dans le département de l'Hérault.

## Historique
Le donjon de Cabrerolles est cité dès 980. Le site se développe jusqu'à devenir au XIIe siècle l'ensemble fortifié visible aujourd'hui. Son premier seigneur mentionné est « Atracerius de Cabrairol ».
L'éperon rocheux sur lequel se dresse la forteresse commande le passage de la haute vallée de l'Orb à la plaine biterroise. L'édifice présente deux tours de guet, l'une tournée vers la montagne, l'autre vers la plaine.
Dans la partie haute du site, se dresse une chapelle fortifiée construite en à-pic sur le rocher, et constituant elle aussi un élément de défense active. Son clocher et la tour nord du château ne forment qu'un.
Le logis seigneurial s'élève au sud et s'accompagne d'un petit habitat médiéval, le tout protégé par une enceinte fortifiée.
Les guerres de religion sont fatales au château. En 1569, le baron de Faugères, un des chefs de la Réforme, commande de détruire la chapelle (seule une partie de l'abside s'écroule). Le duc de Montmorency s'attaque ensuite aux murailles. Ce qui reste est définitivement démantelé en 1630, lors de la campagne de Richelieu pour l'éradication des places fortes féodales.
Restaurée au XVIIe siècle, la chapelle, placée sous l'invocation de Notre-Dame de La Roque, devient l'église du village puis est vendue comme bien national à la Révolution.
Depuis 1990, le château de Cabrerolles fait l'objet de soins attentifs, soutenus par la commune et une active association locale.

## Protection
Le château de Cabrerolles n'est pas protégé par un classement ou une inscription au titre des monuments historiques. Cet édifice ne figure pas au recensement de l'Inventaire général du patrimoine culturel.

## Restauration
L’Association de sauvegarde du patrimoine de la commune de Cabrerolles et la municipalité mettent en place un projet de restauration du site en 1990.
- En 1993, une première campagne permet de conforter et protéger la chapelle par un chaînage périphérique, la pose de lauzes d’égout, une étanchéité provisoire et diverses reprises.
- En 1995, une seconde campagne vise à restaurer partiellement le clocher et procéder à la réfection de la baie d’entrée.
- Une troisième campagne soutenue par la communauté de communes Faugères concerne la restauration de la voûte et la couverture de l’édifice.

Parallèlement, l'accessibilité et la perception du site bénéficient d'améliorations. Une nouvelle phase de travaux est envisagée pour la sécurisation et une restauration de l'enceinte, avec aménagement d’un belvédère, réparations sur la tour ouest et mise en place de garde-corps. Ces travaux, dont le montant global est évalué à 229 000 euros hors taxes, sont soutenus par la Fondation du patrimoine.